# マスターマインディド
マスターマインディド (Master Minded) はフランスで生産され、フランスおよびイギリスで調教された競走馬。2008年のクイーンマザーチャンピオンチェイスに優勝した。
マスターマインディドは2006年10月6日にオートゥイユ競馬場の3歳未勝利ハードルでデビューし、この競走を2着に5馬身差で勝利。翌2007年の2月にチェイスに転向してさらに2勝を挙げた。その後コートスターの馬主であるクライヴ・スミスに購買され、フェルディナンド・デュフォレ賞 (G1) ではルビー・ウォルシュが騎乗して2着となり、レース後にイギリスのポール・ニコルズ調教師のもとに転厩した。
同年の12月にエクセター競馬場でイギリスでの初出走を行った。ここではルビー・ウォルシュが負傷のためサン・トーマスが騎乗したが、騎手落馬により競走中止した。しかし、年が明けた1月のハンデキャップチェイスでは鞍上がルビー・ウォルシュに戻って3馬身半差で勝利し、続くニューベリー競馬場のゲームスピリットチェイス (G2) で、1番人気となっていた前年のクイーンマザーチャンピオンチェイスの優勝馬ボイポーウステデスに5馬身の差をつけて重賞初勝利を挙げた。
そして、本番クイーンマザーチャンピオンチェイスでは、定量となったことからボイポーウステデスが再び1番人気に支持されたが、マスターマインディドはレース中盤から先頭に立つと、激しく追われるボイポーウステデスと対照的にほとんど馬なりのまま突き放し、ゴールでは19馬身の大差をつけて同競走初となる5歳馬による優勝を達成した。このパフォーマンスで、マスターマインディドはスティープルチェイスクラシフィケイションのレーティングにおいてチェルトナムゴールドカップに優勝したデンマン (182) を上回る186という過去8年で最高の評価を受けた。しかし、4月のメリングチェイスでは単勝1.4倍の圧倒的1番人気となりながら、今度はボイポーウステデスに18馬身差で2着に敗れ、シーズンを終えた。
2008-2009シーズンは12月のティングルクリークチェイス (G1) 、1月のビクターチャンドラチェイス (G1) に出走し、それぞれ大差で勝利、更にクイーンマザーチャンピオンチェイスでは先行から直線で押し切り、2着のウェルチーフに7馬身をつけて同レース連覇を達成した。さらに4月末にパンチェスタウン競馬場で行われたケリーゴールドチャンピオンチェイス (G1) では2番人気のビッグゼブをアタマ差おさえて優勝した。
その後、引退するまで6勝を挙げた。

## 血統表
| マスターマインディドの血統（ニアークティック系 / Nasrullah 5x5=6.25%） | マスターマインディドの血統（ニアークティック系 / Nasrullah 5x5=6.25%） | マスターマインディドの血統（ニアークティック系 / Nasrullah 5x5=6.25%） | （血統表の出典） | （血統表の出典） |
| 父 Nikos 1981 青鹿毛 イギリス                                          | 父の父Nonoalco 1971 鹿毛 アメリカ                                      | Nearctic                                                               | Nearco           | Nearco           |
| 父 Nikos 1981 青鹿毛 イギリス                                          | 父の父Nonoalco 1971 鹿毛 アメリカ                                      | Nearctic                                                               | Lady Angela      |                  |
| 父 Nikos 1981 青鹿毛 イギリス                                          | 父の父Nonoalco 1971 鹿毛 アメリカ                                      | Seximee                                                                | Hasty Road       | Hasty Road       |
| 父 Nikos 1981 青鹿毛 イギリス                                          | 父の父Nonoalco 1971 鹿毛 アメリカ                                      | Seximee                                                                | Jambo            |                  |
| 父 Nikos 1981 青鹿毛 イギリス                                          | 父の母No No Nanette 1973 芦毛 フランス                                 | Sovereign Path                                                         | Grey Sovereign   | Grey Sovereign   |
| 父 Nikos 1981 青鹿毛 イギリス                                          | 父の母No No Nanette 1973 芦毛 フランス                                 | Sovereign Path                                                         | Mountain Path    |                  |
| 父 Nikos 1981 青鹿毛 イギリス                                          | 父の母No No Nanette 1973 芦毛 フランス                                 | Nuclea                                                                 | Orsini           | Orsini           |
| 父 Nikos 1981 青鹿毛 イギリス                                          | 父の母No No Nanette 1973 芦毛 フランス                                 | Nuclea                                                                 | Nixe             |                  |
| 母 Haute Tension 1994 鹿毛 フランス                                    | 母の父Garde Royale 1980 青鹿毛 アイルランド                            | Mill Reef                                                              | Never Bend       | Never Bend       |
| 母 Haute Tension 1994 鹿毛 フランス                                    | 母の父Garde Royale 1980 青鹿毛 アイルランド                            | Mill Reef                                                              | Milan Mill       |                  |
| 母 Haute Tension 1994 鹿毛 フランス                                    | 母の父Garde Royale 1980 青鹿毛 アイルランド                            | Royal Way                                                              | Sicambre         | Sicambre         |
| 母 Haute Tension 1994 鹿毛 フランス                                    | 母の父Garde Royale 1980 青鹿毛 アイルランド                            | Royal Way                                                              | Right Away       |                  |
| 母 Haute Tension 1994 鹿毛 フランス                                    | 母の母La Vedrelle 1977 鹿毛 フランス                                   | The Scoundrel                                                          | Toulouse Lautrec | Toulouse Lautrec |
| 母 Haute Tension 1994 鹿毛 フランス                                    | 母の母La Vedrelle 1977 鹿毛 フランス                                   | The Scoundrel                                                          | Malekeh          |                  |
| 母 Haute Tension 1994 鹿毛 フランス                                    | 母の母La Vedrelle 1977 鹿毛 フランス                                   | La Vela                                                                | Vieux Manoir     | Vieux Manoir     |
| 母 Haute Tension 1994 鹿毛 フランス                                    | 母の母La Vedrelle 1977 鹿毛 フランス                                   | La Vela                                                                | Passion F-No.7   |                  |